# Малі Карзі
Малі Карзі́ (рос. Малые Карзи) — присілок у складі Артинського міського округу Свердловської області.
Населення — 399 осіб (2010, 506 у 2002).
Національний склад станом на 2002 рік: марійці — 57 %, росіяни — 37 %.